# Linha Filiovskaia (metro de Moscovo)

Linha Filiovskaia

A linha Filiovskaia (em russo:  Филёвская), por vezes referida como linha 4, é uma das linhas do metro de Moscovo, na Rússia.
Foi inaugurada em 7 de novembro de 1958 (66 anos) e circula entre as estações de Alexanderovskii Sad e Kuntsevskaia. Tem ao todo 13 estações.